# Форт Даллас
Форт Даллас — военная база периода семинольских войн, расположенная на берегу реки Майми в Даунтауне, Майами, Флорида, США.

## История
Старый форт Даллас был основан Ричардом Фицпатриком в 1836 году на месте плантации, как военная база включающая в себя казармы для проживания солдат (не являвшаяся укреплением, хотя вероятно в период эксплуатации  вокруг имелся частокол) в южной Флориде во время семинольских войн. Своё название форт получил в честь коммодора ВМФ США Александра Джеймса Далласа, который командовал ВМФ США в Вест-Индии.
Первым комендантом был лейтенант Пауэлл, занимавший эту должность в течение двух лет. В период с 1836 по 1857 год форт Даллас был занят войсками но не имел собственного гарнизона. Из вех построенных зданий до наших дней сохранилось только два. Среди объектов форта были кузница, конюшня, санчасть и даже метеорологическая обсерватория.
Форт Даллас оставался в руках Союза во время гражданской войны и был заброшен после её завершения. Когда солдаты ушли форт стал основой для небольшой деревушки, которая получила название Майами.

## Галерея

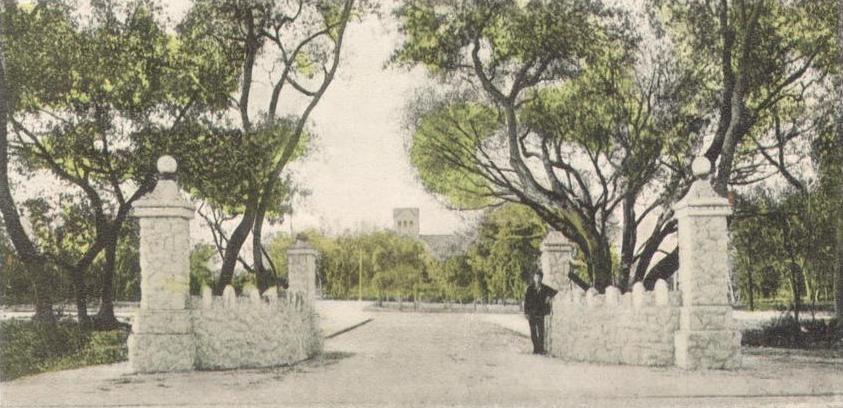
Вход в форт, 1905 год
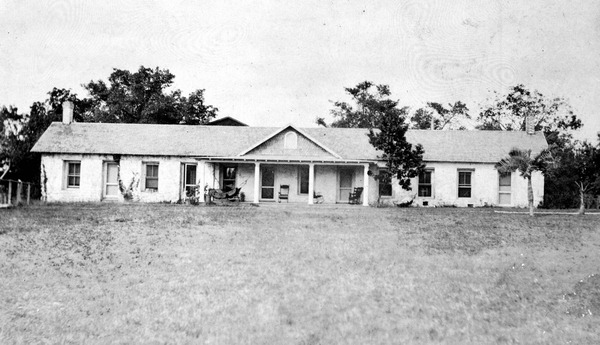
Форт Даллас в 1930 году